# Bregenzerwälderhaus

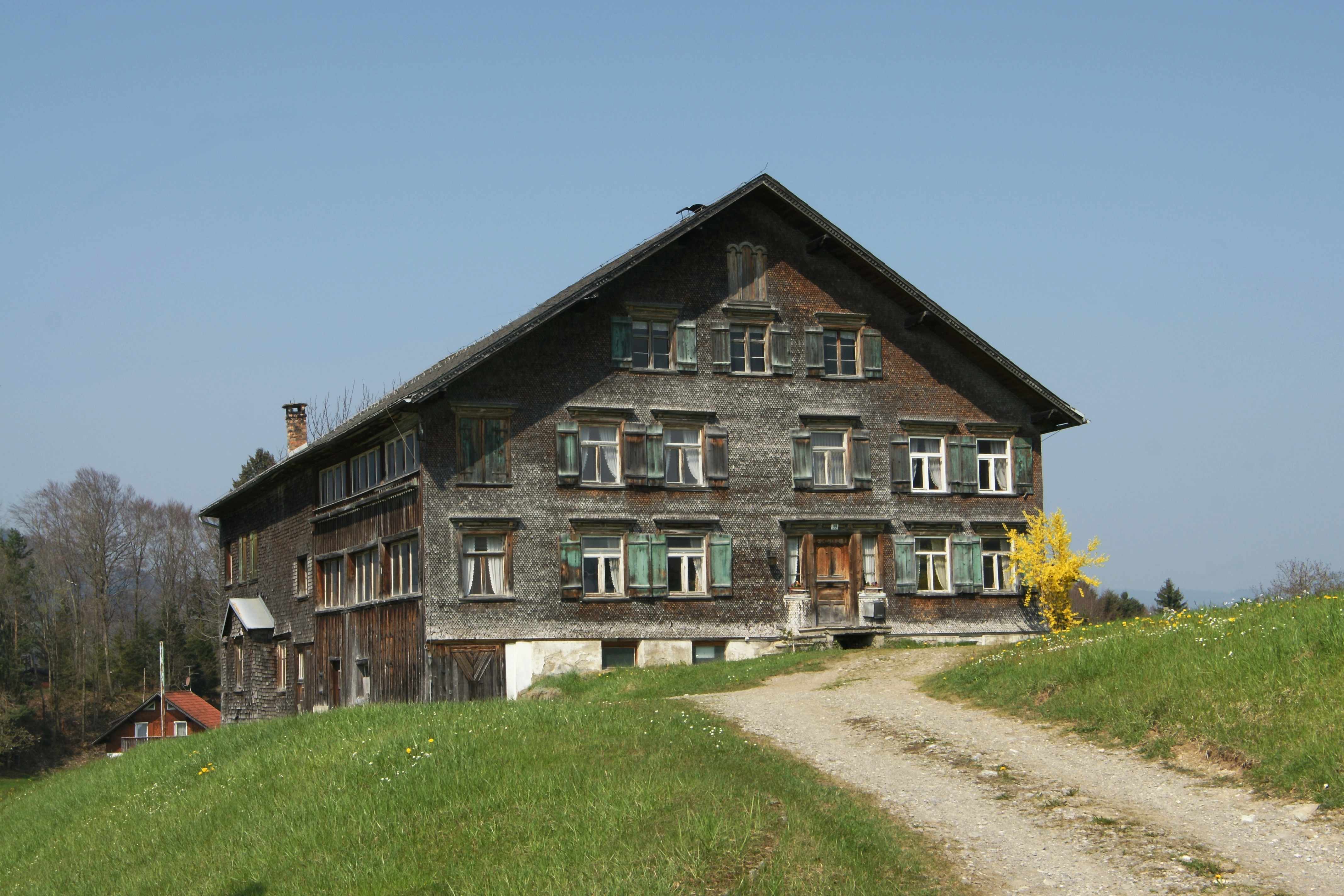
Een Bregenzerwälderhaus in Lingenau in het Bregenzerwald

Het Bregenzerwälderhaus of Bregenzerwald huis is een huistype in de regio Bregenzerwald in Vorarlberg (Oostenrijk).
Het is een blokhutgebouw met zadeldak dat wonen en agrarisch wonen (werk- en woongedeelte onder één dak) combineert. Dit woningtype kenmerkt nog steeds het landschap van het Bregenzerwald.

## Het ontwerp
Het Bregenzerwälderhaus is een bijwoning. De stal en het doorgaans twee verdiepingen tellende huis bevinden zich onder één dak. De functies wonen, veeteelt, opslag en materieelopslag worden gecombineerd in een uniforme structuur. Het wordt dus gekenmerkt als een zogenaamde Einhof die veel voorkomt in het westen van Oostenrijk. Hiermee onderscheidt het zich van de Paarhof of Gruppenhof, waarin woongebouw, schuur (opslag en opslag van apparatuur) en stal in aparte constructies zijn ondergebracht. In dit opzicht verschilt het Bregenzerwälderhaus (Einhof) van het Montafonerhaus (Paarhof).

### Interieurindeling

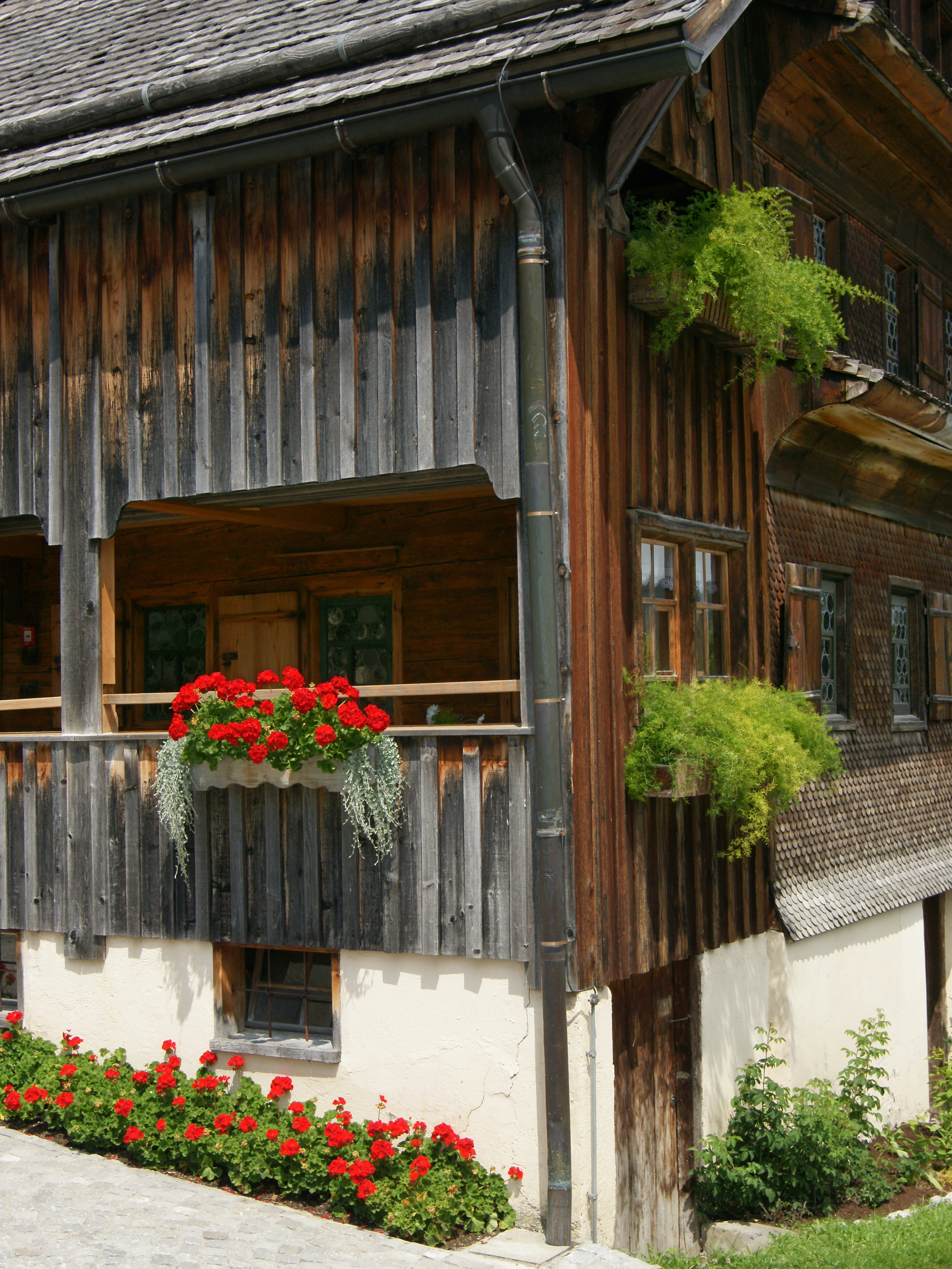
Schopf van het Angelika Kauffmann Museum in Schwarzenberg in het Bregenzerwald. Het huis staat op de monumentenlijst.

De woonvleugel is gebouwd over een funderingsgebouw dat als souterrain wordt gebruikt. Het Bregenzerwälderhaus heeft een entresol, een bovenverdieping en de jongere types hebben ook een zolder.
De woonvleugel op de tussenverdieping was oorspronkelijk ontworpen als Flurküchenhaus ("gangkeukenhuis"). De hal in het midden van het huis deed zowel dienst als keuken als toegang tot de woon- en slaapkamer (Gaden).
Het bijzondere aan de woonvleugel is de Schopf, een veranda-achtige veranda met vouwluiken, die zich uitstrekt over de gehele zonovergoten zijde van de woonvleugel. Aan de van de zon afgekeerde zijde bevindt de Schopf zich in een gesloten ontwerp en is zo in het gebouw geïntegreerd als een Kammer ("kamer") of Stüble ("lounge"). In het warme seizoen dient de Schopf als eet- en zithoek, als beschutte plek voor sier- en gebruiksplanten en als bijkeuken. In de winter leverde de Schopf met de luiken naar beneden een belangrijke bijdrage aan de verbetering van de thermische balans van het Bregenzerwälderhaus.
Op de bovenverdieping van de woonvleugel bevinden zich meestal twee kamers die dienst doen als slaapvertrekken. De voortzetting van de twee Schöpfe (twee veranda-achtige portieken) op de bovenverdieping (Oberschopf, Schlupf) worden gebruikt als opslagruimten. Boven de Hof ("binnenplaats") die het woon- en werkgedeelte scheidt, bevindt zich de Sälestüble ("lounge") op de bovenverdieping van de zongerichte dakrand, die in zijn oorspronkelijke vorm de grootouders diende, maar vaak ook wordt gebruikt als logeerkamer of werkplaats.
Op de bovenverdieping van de servicevleugel zijn ruimten voor de opslag van hooi (Heudiele) en landbouwwerktuigen. De schuur bevindt zich op de begane grond van de dienstvleugel, en aangrenzend de Tenne, het Hof in gebruik als verkeerszone, die van twee kanten toegankelijk is, maar tegenwoordig meestal slechts van één kant.

### Buitenkant
Vrijwel zonder uitzondering is het dak van het Bregenzerwälderhaus een zadeldak, dat bij oudere typen platter is (18 tot 22 graden) en later steiler (45 graden). De gevel wordt gekenmerkt door twee tot drie rijen grote ramen met centrale balken. De gevel van het Bregenzerwald huis was oorspronkelijk onbekleed en alleen voorzien van een beschermende coating. De huizen zijn pas sinds de 19e eeuw voorzien van houten shingles.

## Het Bregenzerwälderhaus vandaag

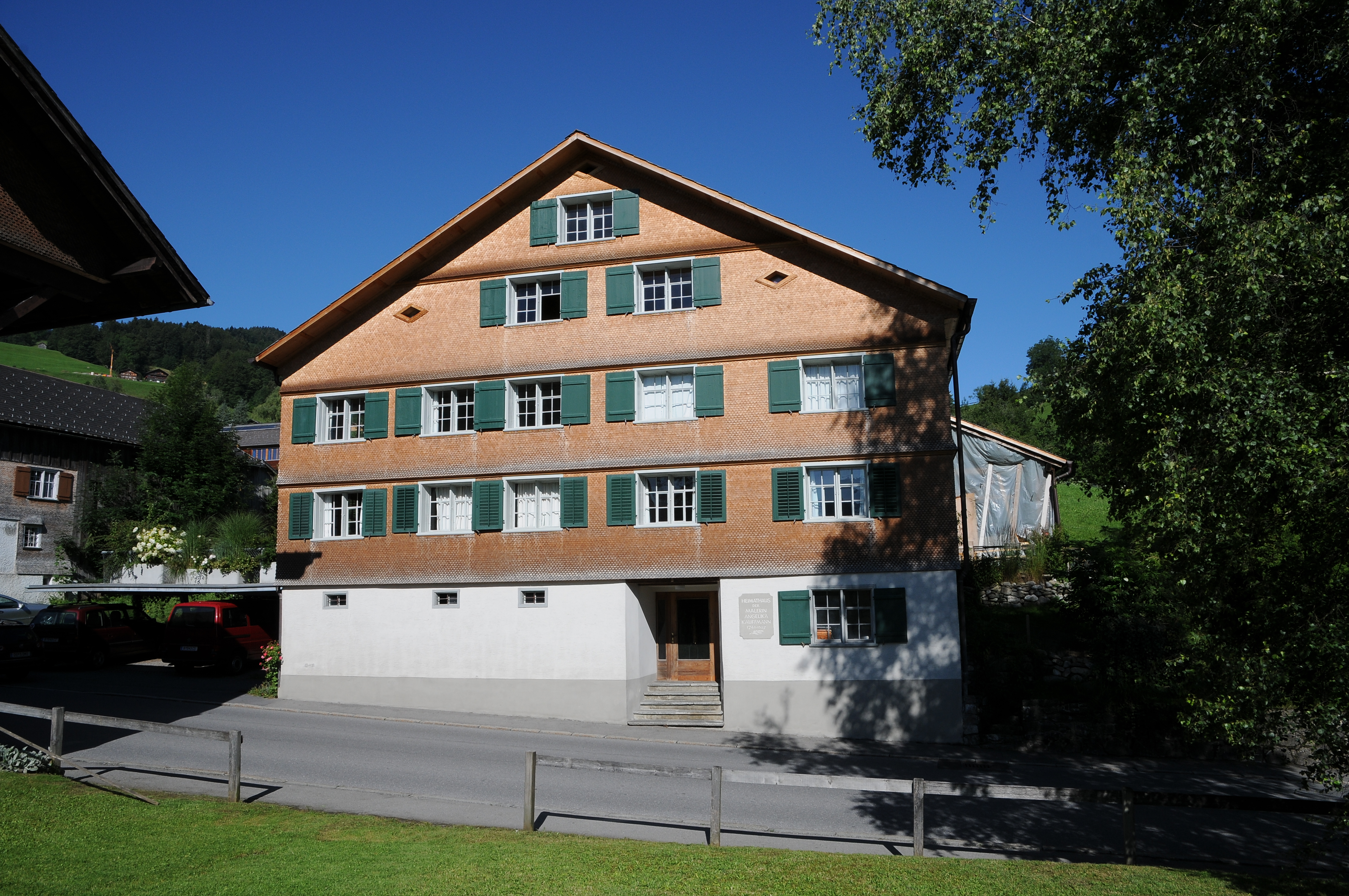
Hof 6 in Schwarzenberg (Vorarlberg)

In het centrum van het dorp Schwarzenberg staan nog volop Bregenzerwälderhuizen. Ze zijn zeer rijk qua detaillering, niet alleen qua uiterlijk, maar ook qua indeling en inrichting, voor zover ze in originele staat verkeren. Vooral de uniformiteit van de gebouwen valt op. Dit is niet alleen te danken aan dezelfde bouwtijd direct na de grote brand van 1755, maar ook aan de zelfstandige ambachtstraditie van het Bregenzerwald en de welvaart van de bevolking in die tijd. Velen van hen staan op de lijst van beschermde monumenten van de Oostenrijkse regering.
Het oudste huis op het plein is de Mesnerstüble, die in 1755 voor de brand gespaard bleef. De meeste huizen zijn in particulier bezit en kunnen daarom niet bezocht worden. Alleen de gastenkamers van het Hotel Hirschen en het Gasthaus Adler, evenals de Mesnerstüble kunnen door bezoekers van binnen worden bekeken.
De Hof 6 ("Schuur nr. 6") in Schwarzenberg is een voorbeeld van een eigentijdse draai aan het Bregenzerwälderhaus. Het oorspronkelijke Hof 6 is een boerderij gebouwd in 1646. Het huis was later het huis van de schilderes Angelika Kauffmann. Toen architect en nieuwe eigenaar Thomas Mennel besloot het gebouw te restaureren en te spelen met de gegeven kwaliteiten, was het bijna 450 jaar oud. Hij behield het uiterlijk en transformeerde het interieur tot een warm en modern woonhuis met een energiezuinig warmte-isolatiesysteem.

## Fotogalerij

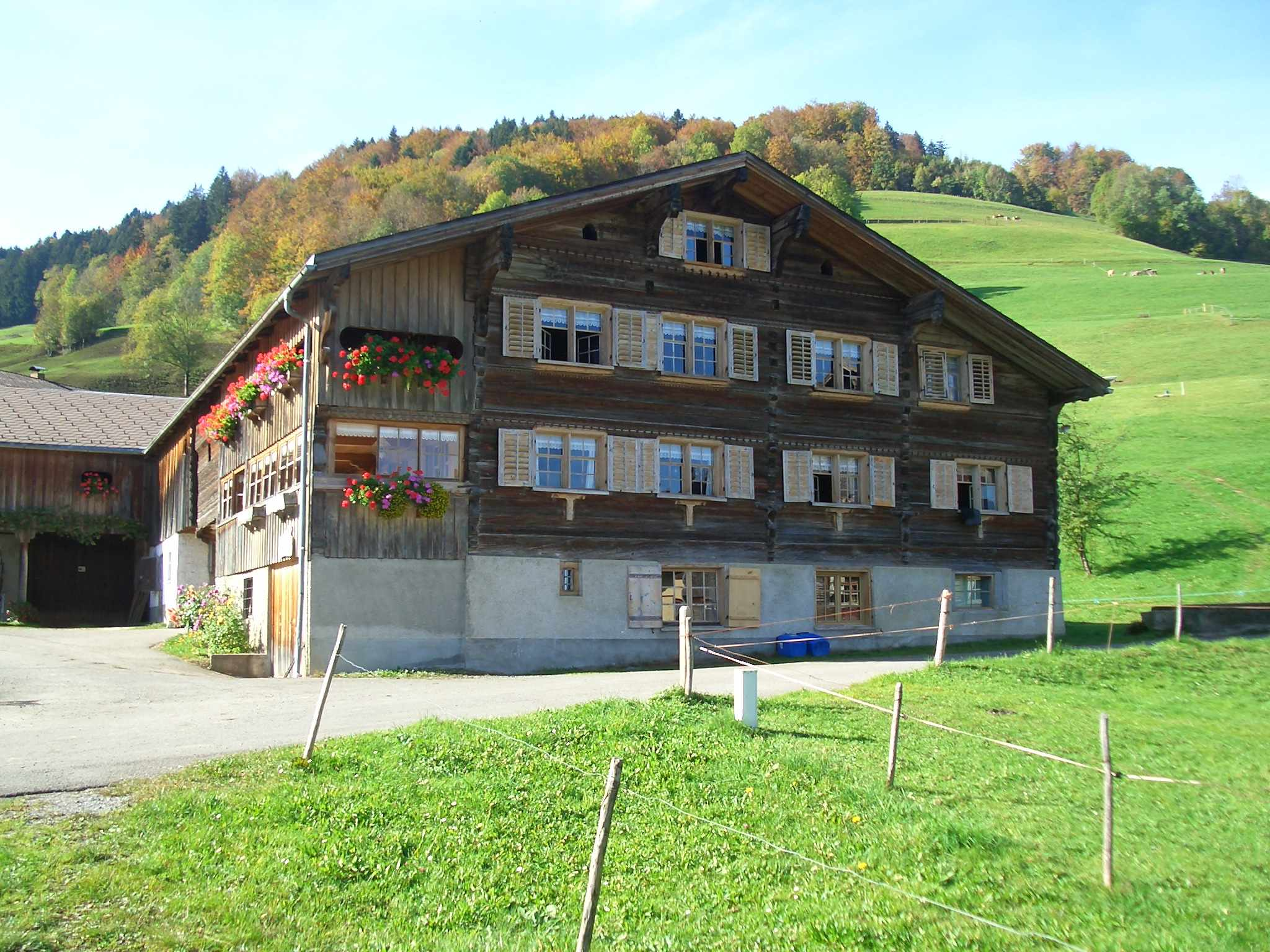
Bregenzerwälderhaus in Schwarzenberg
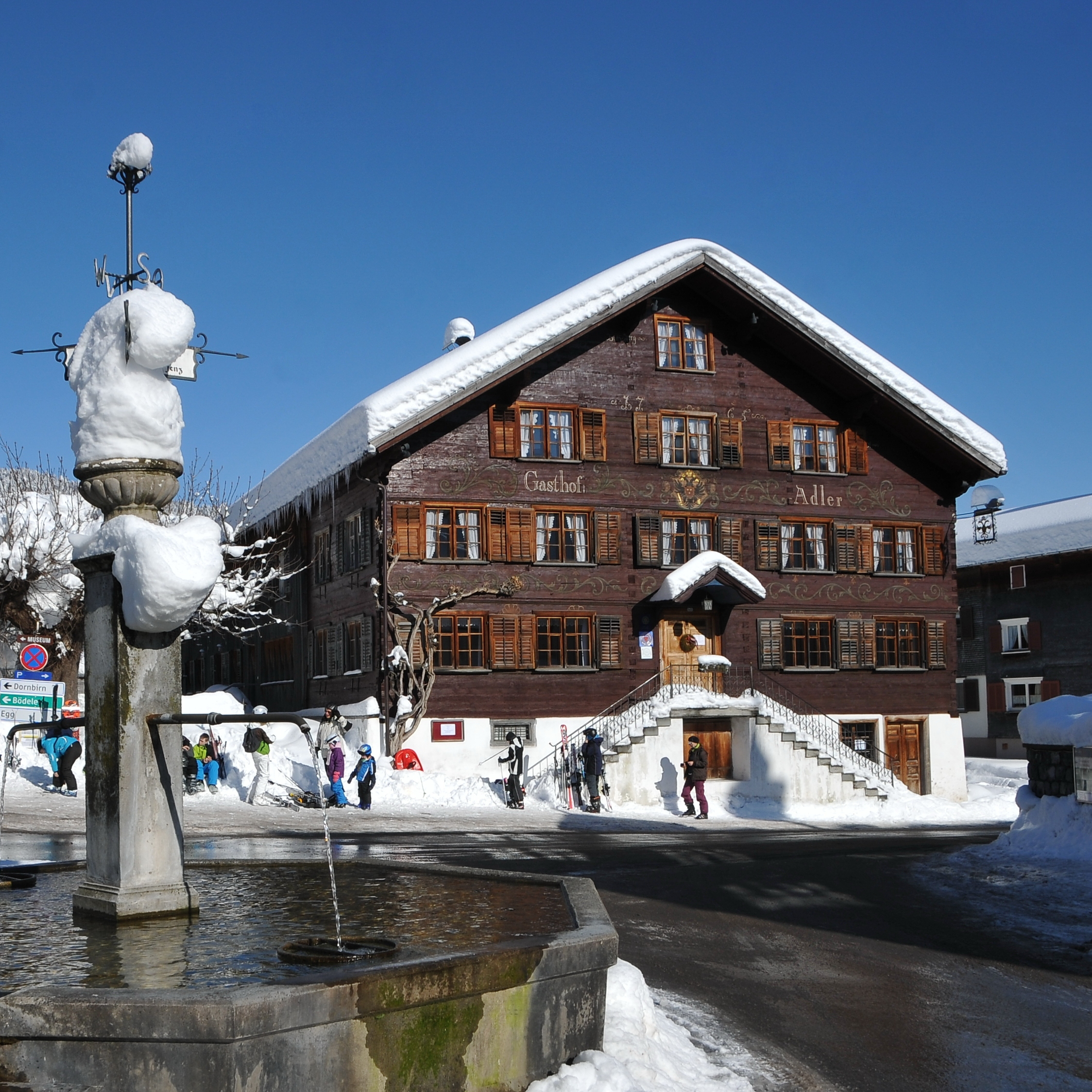
Het interieur van de Gasthof Adler in Schwarzenberg is open voor bezoekers
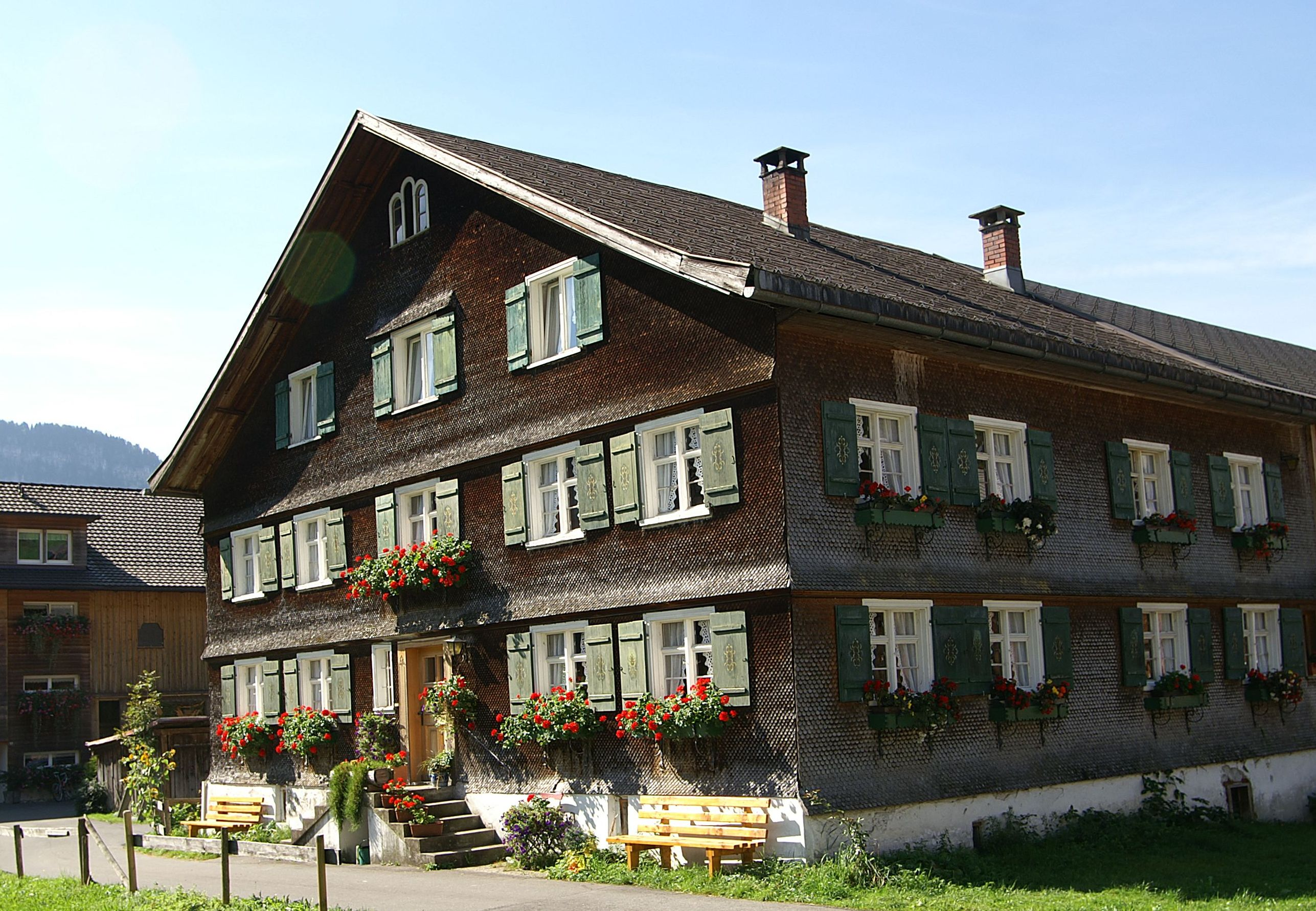
Bregenzerwälderhaus in Bezau
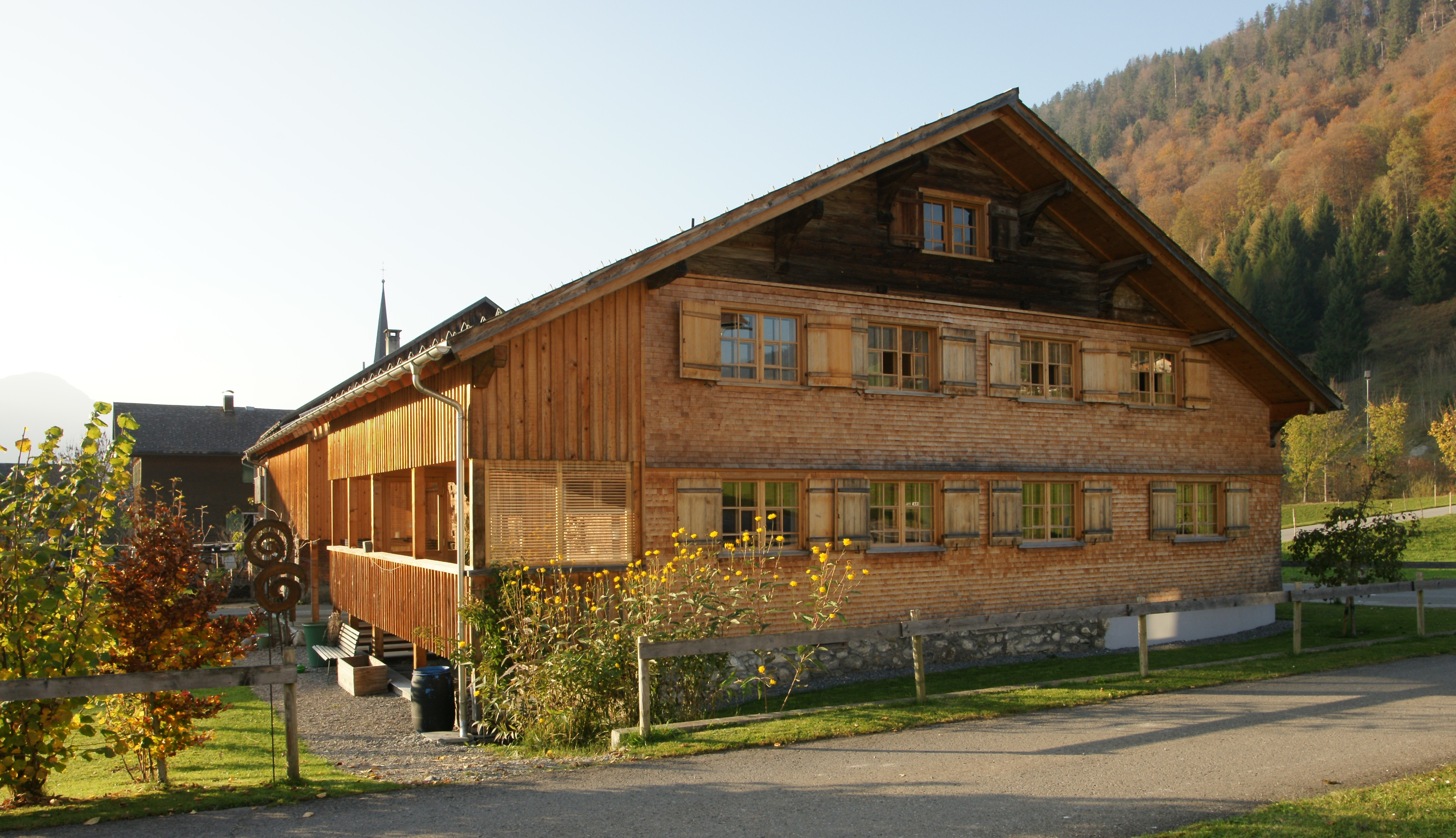
Bregenzerwälderhaus in Bizau
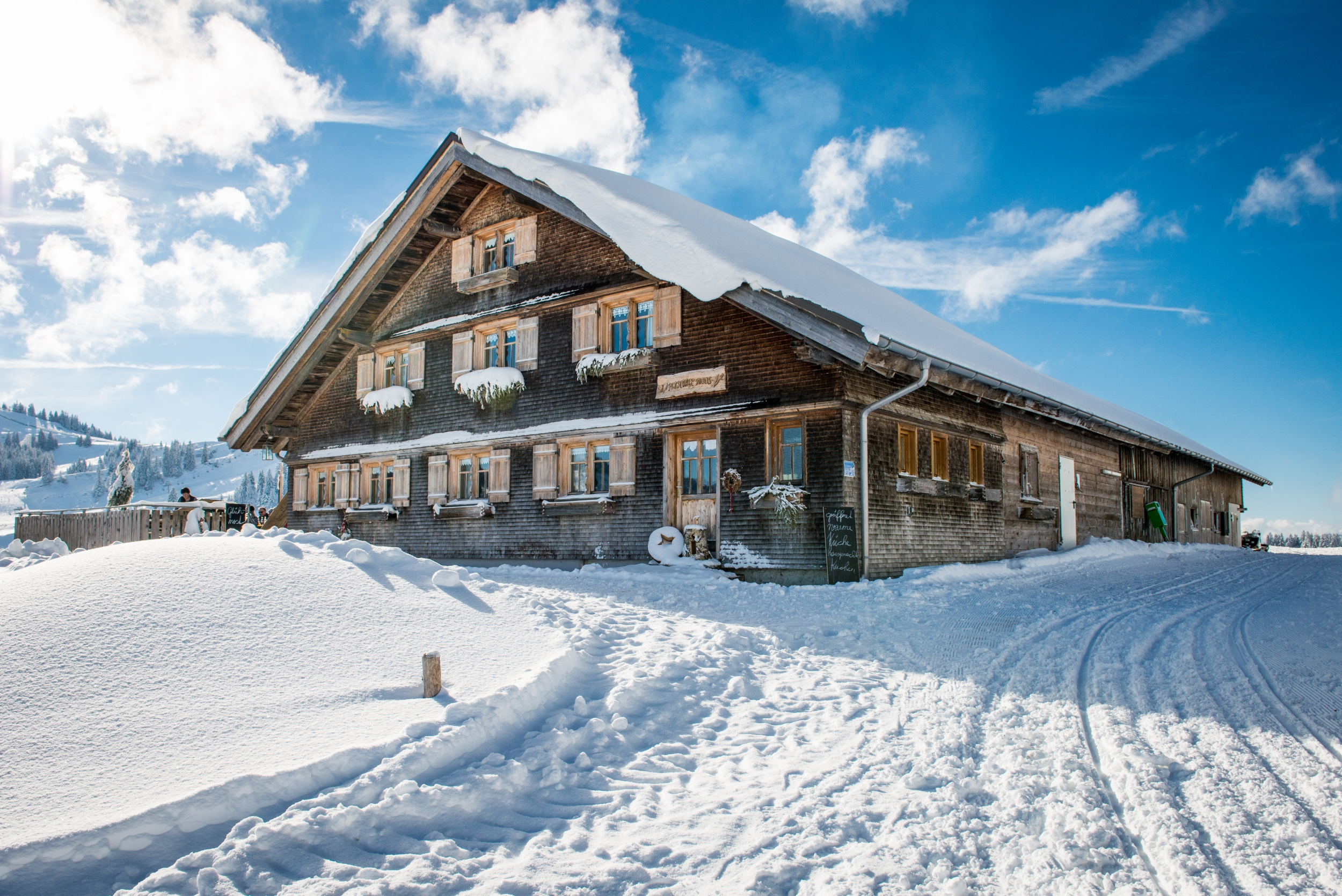
Bregenzerwälderhaus bij de bergtop Hochhäderich (Alpe Moos)
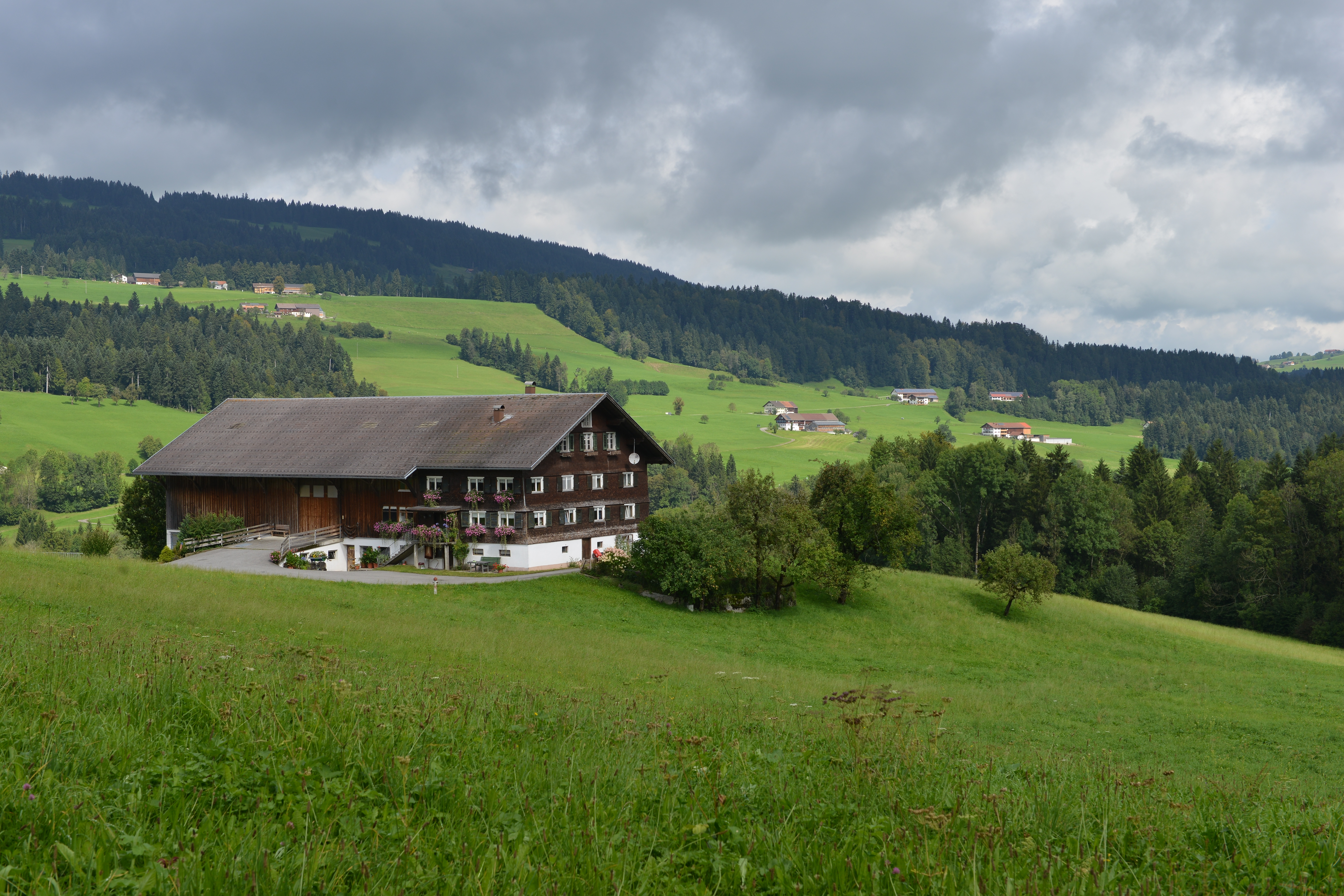
Bregenzerwälderhaus in Riefensberg